# Иерусалимская икона Божией Матери
Иерусали́мская ико́на Бо́жией Ма́тери — икона Божией Матери, по преданию, написанная евангелистом Лукой в 48-м году.

## История
По преданию, апостол Лука написал этот образ в Гефсимании. В 463 году икона была перенесена византийским императором Львом Великим в Константинополь. Икона была помещена в храме Живоносного источника. В VII веке город осадили скифы, но он не был взят лишь благодаря всенародной молитве перед этой иконой. В память об этом чуде икону перенесли в один из главных храмов Византии — Влахернскую церковь, где она пребывала в течение почти 300 лет.  
В 988 году икона была принесена в Корсунь и подарена после крещения князю Владимиру Святославичу. Когда новгородцы приняли христианство, князь Владимир отправил им этот образ. Икона оставалась в новгородском Софийском соборе более 400 лет. Царь Иоанн Грозный в 1571 году перенёс икону в Успенский собор Московского Кремля.
После Отечественной войны 1812 года древний Иерусалимский образ Богоматери исчез. Существовала легенда о том, что французские солдаты похитили святыню, увезли её во Францию и оставили в соборе Парижской Богоматери. Однако в 1977 году главный инспектор по памятникам истории Франции заявил, что такая икона в инвентаре собора не значится.
Один из списков иконы был перенесен из Иерусалима в храм Святой Софии в Константинополе и там находился с XII до XV век. От него Мария Египетская в V веке слышала голос Богородицы.
Сохранилось сведение, что в Константинополе в XI и XII веках существовал храм в честь Иерусалимской иконы Божией Матери.

## Списки
Почитаемые списки Иерусалимской иконы в настоящее время находятся в следующих храмах:   
- Успенский собор Московского Кремля. Он установлен в пристенном иконостаcе у южной стены и имеет размеры: 210×152 см. Помещен в собор после утраты подлинника в 1812 году. До этого находился в дворцовой церкви Рождества Богородицы, «что на Сенях». Список выполнен одним из царских мастеров, предположительно, Кириллом Улановым в конце XVII — начале XVIII века[3].
- Храм Святой Троицы в Вешняках в Москве.
- Новоиерусалимский монастырь в Истре.
- Храм Иерусалимской Иконы Божией Матери в Бронницах[4]. Датируется XVI веком[5].
- Храм Успения Божией Матери в Гефсимании в Иерусалиме. Автором иконы считается монахиня Сергия, которая жила в Малой Галилее (около Вознесенского монастыря в Иерусалиме) в начале XX века[6]. Список почитается чудотворным[7].
- Косьмо-Дамиановский монастырь в Крыму. Список иконы передан из Афона в 1907 году при игуменье бывшего тогда женским монастырем (1899—1923 года) матушке Варсонофии.
- Храм Покрова Пресвятой Богородицы в Измайлове, Москва.
- Свято-Пантелеимонов монастырь на горе Афон[8]